# Hoofddocent
Een hoofddocent is in de Vlaamse Gemeenschap een docent in het universitair onderwijs die tevens onderzoek verricht. In Nederland bestaat de gelijkaardige term universitair hoofddocent. De term hoofddocent  bestaat ook in Nederland voor een bepaalde rang van docenten aan universiteiten die geen onderzoek verrichten. 
Een hoofddocent in de Vlaamse Gemeenschap maakt deel uit van het zelfstandig academisch personeel (ZAP). Het is de graad onder die van hoogleraar en boven die van andere docenten. De hoofddocent verricht wetenschappelijk onderzoek en heeft een lesopdracht. Voor het onderzoeksgedeelte kan de hoofddocent alleen of in samenwerking met andere ZAP-leden werken, maar hij is autonoom. Dat betekent dat hij onafhankelijk is bij wetenschappelijke producties, bij het beheren van onderzoeksprojecten en bij het promotorschap van doctoraten. Daarnaast is de hoofddocent binnen een vakgroep betrokken bij de wetenschappelijke leiding.